# Глобино
Гло́бино (укр. Глобине) — город в Полтавской области Украины. Входит в Кременчугский район. До 2020 года был административным центром упразднённого Глобинского района, в котором составлял Глобинский городской совет, в который, кроме того, входили сёла
Кордубаново, Новодорожное, Новомосковское, Семимогилы, Старый Хутор, Черевани, Шепелевка и Крупское.

## Географическое положение
Город Глобино находится на пересыхающей реке Омельник, которая через 25 км впадает в реку Псёл. На реке несколько больших запруд.
На расстоянии до 1,5 км расположены сёла Жуки, Черевани и Новодорожное.

## История
Поселение возникло в начале XVIII века на месте хутора Малый Кагамлычёк возле старого Ромодановского пути (первое упоминание 1737 год).
Во второй половине XVIII в. владельцем хутора был военный писарь Новой Запорожской Сечи Иван Яковлевич Глоба (1736—1791). От его фамилии поселение и получило название — Глобино.
С 1775 года новым собственником Глобина стал помещик из Полтавы, надворный советник П. Я. Руденко. По переписи 1781 года село записано в Городищенской сотне Миргородского полка.
В 1782 году вошло в Градижский уезд Киевского наместничества. В 1789 году Градижский уезд был передан в состав Екатеринославского наместничества.
В 1796 году поселение было включено в Кременчугский уезд Малороссийской губернии, в 1802 году оказалось в Полтавской губернии.
В 1851 г. Глобино стало волостным местечком, в котором было 428 дворов и 2045 жителей.
В 1878 г. возле Глобино построена железнодорожная станция на линии Кременчуг-Ромодан-Либава.
В январе 1918 года здесь была установлена Советская власть, но в апреле 1918 года его оккупировали немецкие войска (которые оставались здесь до ноября 1918 года); в дальнейшем, до декабря 1919 года селение оставалось в зоне боевых действий гражданской войны.
7 марта 1923 года Глобино стало райцентром Глобинского района, до 1930 года входившего в состав Кременчугского округа.
С февраля 1932 по сентябрь 1937 года село находилось в составе Харьковской области, с сентября 1937 года — в составе Полтавской области.
В ходе Великой Отечественной войны 13 сентября 1941 до 26 сентября 1943 года село было оккупировано наступавшими немецкими войсками. В период оккупации на территории сахарного завода был создан концентрационный лагерь для советских военнопленных.
В 1950 году в селе Глобино действовали сахарный завод, маслодельный завод, ТЭЦ, две средние школы, Дом культуры и две библиотеки. 13 апреля 1957 года село получило статус посёлка городского типа.
В 1970 году численность населения Глобино составляла 13 тысяч человек, в посёлке действовали сахарный завод, овощеконсервный завод, завод калибровки семян и маслодельный завод.
16 декабря 1976 года Глобино получило статус города районного подчинения.
В 1980 году в Глобино действовали сахарный комбинат, маслодельный завод, плодоовощеконсервный завод, хлебный завод, элеватор, пищекомбинат, птицеинкубаторная станция, райсельхозтехника, межколхозная строительная организация, межколхозное объединение по откорму крупного рогатого скота, комбинат бытового обслуживания, 10 общеобразовательных школ, музыкальная школа, Дом культуры, 3 клуба, кинотеатр и 7 библиотек.
В январе 1989 года численность населения составляла 13 717 человек, основой экономики города в это время являлась пищевая промышленность.
В мае 1995 года Кабинет министров Украины утвердил решение о приватизации находившихся в городе АТП-15338, маслозавода, межхозяйственного объединения по откорму крупного рогатого скота, райсельхозтехники и райсельхозхимии, в июле 1995 года было утверждено решение о приватизации совхоза.
В 2009 году ООО СП «НИБУЛОН» был построен и введён в эксплуатацию элеватор для хранения 66 тыс. т зерна.

## Население
По состоянию на 1 января 2013 года численность населения составляла 10 043 человека.

### Языковой состав
Родной язык населения по данным переписи 2001 года:
| Язык       | Численность, чел. | Доля     |
| ---------- | ----------------- | -------- |
| Украинский | 12 214            | 95,41 %  |
| Русский    | 520               | 4,06 %   |
| Другие     | 67                | 0,53 %   |
| Итого      | 12 801            | 100,00 % |

## Экономика
Основные предприятия:
- Глобинский элеватор
- Глобинский сахарный завод
- Глобинский маслосырзавод
- ООО «Глобинский мясокомбинат»,
- ООО СП «НИБУЛОН».

## Транспорт
Через город проходят железная дорога (станции Глобино и Черевани) и автомобильная дорога Т-1717.

## Культура и образование

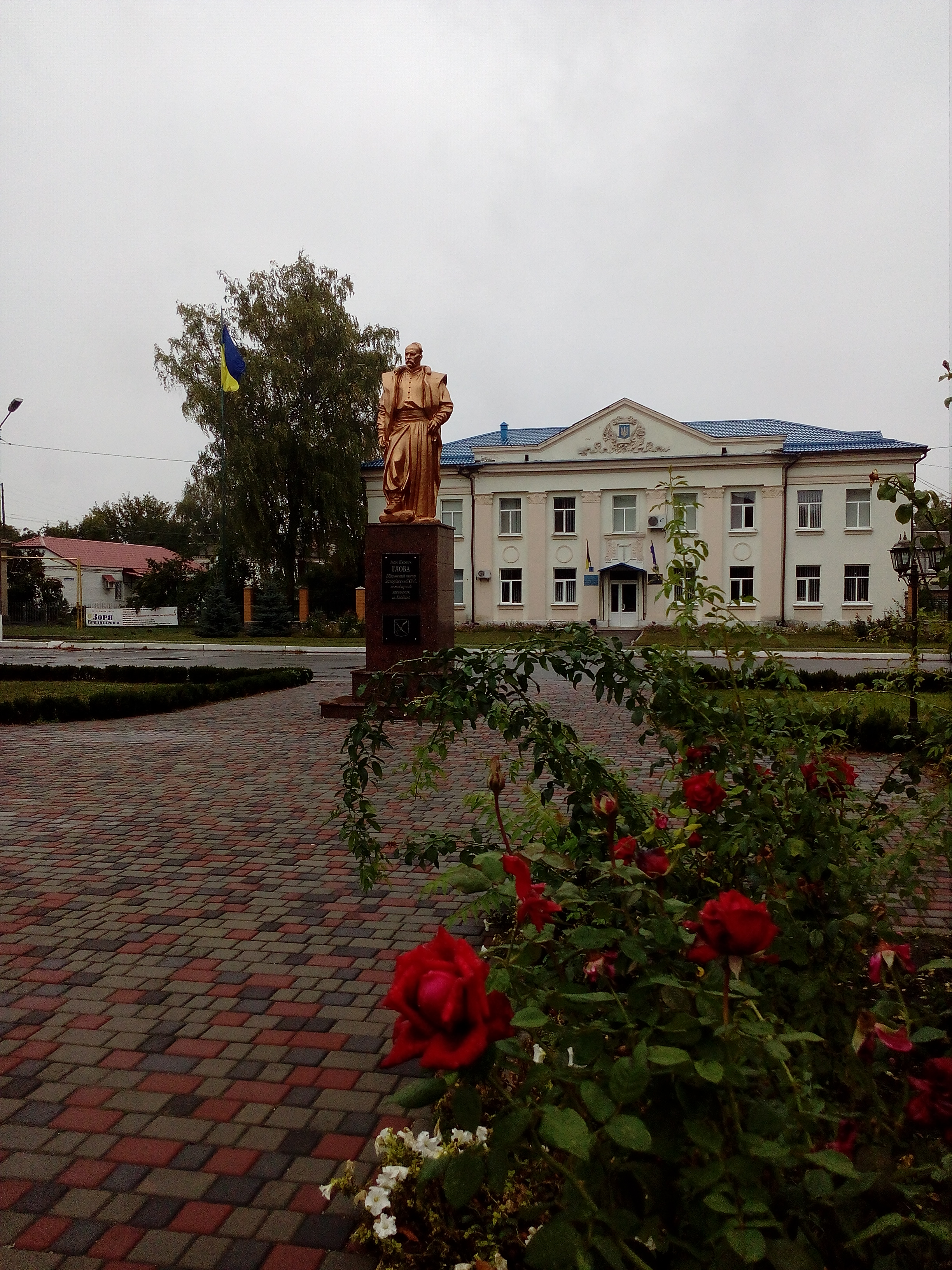
Памятник основателю города — Ивану Глобе

В Глобино работает 4 общеобразовательные школы, из них 1-й лицей им. В. Е. Курченко, 5-й лицей I—III ступеней, 3-я школа I—II ступеней, музыкальная школа, филиал Кременчугского ПТУ № 5.
Памятники истории и культуры:
- памятник погибшим воинам и подпольщикам в 1941—1943 гг.;
- памятник погибшим воинам — односельчанам;
- обелиски на братских могилах воинов Красной Армии, которые погибли в 1941—1943 гг.;
- памятник воинам-освободителям и воинам-землякам, которые не вернулись из фронта Великой Отечественной войны;
- памятник жертвам голодомора 1933 г.;
- памятник воинам-интернационалистам, которые не вернулись из республики Афганистан;
- памятник основателю города, писарю Новой Запорожской Сечи — Ивану Яковлевичу Глобе (2012);
- памятник Т. Г. Шевченко.

## Известные жители
- Александр Николаевич Клевезаль (1853 — после 1895) — уроженец Глобина, сотник Кубанского казачьего войска, участник русско-турецкой войны 1877—1878 годов, был награждён знаками отличия[17], имел Ордена Св. Георгия 4-й и 3-й степеней[18][19].
- Обидний О. А. (1906 — ?) — писатель.
- Савченко М. М. (1914—1982) — писатель.
- Савченко, Василий Сидорович (1905—1992) — советский военачальник, генерал-майор танковых войск, кавалер шести орденов Красного Знамени.
- Зарицкий И. В. — художник по стеклу, народный художник Украины.
- Олейник Сергей Николаевич[укр.] (1962 г. — 2013 г.) — бывший президент федерации армспорта Полтавской области, заслуженный тренер.
- С городом связана жизнь и деятельность Героев Социалистического Труда Курченко В. Е., Бугаец М. К., Сиволап А. Н. и Героя Советского Союза Хильчука В. Н.
- Рычко, Василий Власович (1919—1977) — советский государственный и партийный деятель. Лауреат премии Совета Министров СССР (1977).